# Hokej na trawie na Igrzyskach Azjatyckich 2018
Hokej na trawie na Igrzyskach Azjatyckich 2018 – jedna z dyscyplin rozgrywana podczas igrzysk azjatyckich w Dżakarcie i Palembangu. Zawody odbyły w dniach 19 sierpnia – 1 września w Gelora Bung Karno Sports Complex w stolicy Indonezji. Do rywalizacji w dwóch konkurencjach przystąpiło 416 zawodników z 14 państw. Zwycięzcy obu turniejów awansowali do Letnich Igrzysk Olimpijskich 2020 w Tokio.

## Uczestnicy
W zawodach wzięło udział 416 zawodników z 14 państw.
| Reprezentacja    | Liczba zawodników |
| ---------------- | ----------------- |
| Bangladesz       | 21                |
| Chiny            | 20                |
| Chińskie Tajpej  | 15                |
| Hongkong         | 36                |
| Indie            | 37                |
| Indonezja        | 37                |
| Japonia          | 37                |
| Kazachstan       | 34                |
| Korea Południowa | 37                |
| Malezja          | 40                |
| Oman             | 21                |
| Pakistan         | 25                |
| Sri Lanka        | 20                |
| Tajlandia        | 36                |
| 14 reprezentacji | 416               |

## Medaliści
| Konkurencja      | Złoto | Srebro | Brąz |       |
| ---------------- | --- | --- | --- | ----- |
| Turniej mężczyzn | Japonia · Kentaro Fukuda · Suguru Hoshi · Yoshiki Kirishita · Kenji Kitazato · Genki Mitani · Kazuma Murata · Hiromasa Ochiai · Masaki Ohashi · Yusuke Takano · Kaito Tanaka · Kenta Tanaka · Serena Tanaka · Kota Watanabe · Shota Yamada · Koji Yamasaki · Manabu Yamashita · Takashi Yoshikawa · Hirotaka Zendana | Malezja · Mohammad Hairi Abd Rahman · Mohamad Sukri Abdul Mutalib · Muhammad Razie Abdul Rahim · Muhammad Firhan Ashari · Meor Muhamad Azuan Hasan · Muhammad Azri Hassan · Joel Samuel van Huizen · Faiz Helmi Jali · Muhammad Amirol Aideed Mohd Arshad · Muhammad Marhan Mohd Jalil · Nabil Fiqri Mohd Noor · Nik Muhammad Aiman Nik Rozemi · Muhammad Shahril Saabah · Faizal Saari · Mohd Fitri Saari · Kumar Subramiam · Syed Mohamad Syafiq Syed Cholan · Tengku Ahmad Tajuddin | Indie · Chinglensana Singh Kangujam · Surender Kumar · Varun Kumar · Birendra Lakra · Sreejesh Parattu Raveendran · Krishan Bahadur Pathak · Vivek Sagar Prasad · Amit Rohidas · Akashdeep Singh · Dilpreet Singh · Harmanpreet Singh · Mandeep Singh · Manpreet Singh · Rupinder Pal Singh · Sardar Singh · Simranjeet Singh · Sunil Sowmarpet Vitalacharya · Lalit Kumar Upadhyay | [ 2 ] |
| Turniej kobiet   | Japonia · Kimika Hoshi · Yui Ishibashi · Megumi Kageyama · Mami Karino · Akiko Kato · Motomi Kawamura · Yukari Mano · Hazuki Nagai · Yuri Nagai · Natsuki Naito · Emi Nishikori · Shihori Oikawa · Mayumi Ono · Akiko Ota · Maho Segawa · Minami Shimizu · Akio Tanaka · Aki Yamada                                  | Indie · Deepika · Deep Grace Ekka · Rajani Etimarpu · Neha Goyal · Vandana Katariya · Gurjit Kaur · Navjot Kaur · Navneet Kaur · Reena Khokhar · Sunita Lakra · Lalremsiami · Lilima Minz · Monika · Nikki Pradhan · Rani · Savita · Namita Toppo · Udita | Chiny · Chen Yi · Chen Yi · Cui Qiuxia · Dan Wen · De Jiaojiao · Gu Bingfeng · He Jiangxin · Li Hong · Li Jiaqi · Liang Meiyu · Ou Zixia · Peng Yang · Song Xiaoming · Xi Xiayun · Ye Jiao · Zhang Jinrong · Zhang Xiaoxue · Zhou Yu | [ 3 ] |

## Tabela medalowa
| Pozycja | Reprezentacja | Złoto | Srebro | Brąz | Razem |
| ------- | ------------- | ----- | ------ | ---- | ----- |
| 1.      | Japonia       | 2     | 0      | 0    | 2     |
| 2.      | Indie         | 0     | 1      | 1    | 2     |
| 3.      | Malezja       | 0     | 1      | 0    | 1     |
| 4.      | Chiny         | 0     | 0      | 1    | 1     |
| Razem   | Razem         | 2     | 2      | 2    | 6     |